# Coma (film 2019)
Coma (Кома) è un film del 2019 diretto da Nikita Argunov.

## Trama
Un architetto di talento subisce un terribile e misterioso incidente. Quando si sveglia, scopre che il mondo è solo in parte simile a quello reale. Questo mondo è basato sulla memoria della realtà delle persone che sono in coma profondo. Lo spazio del coma è lo stesso della memoria dell'uomo: instabile, frammentato e caotico. Questo è una raccolta di ricordi, in cui le leggi della fisica vengono violate e fiumi, ghiacciai e città riescono a inserirsi nella stessa stanza. Il personaggio principale scoprirà quali leggi esistono nel coma, lottando per la sua vita, per trovare l'amore, così come l'accesso al mondo reale.